# Porrhothele
Porrhothele là một chi nhện trong họ Hexathelidae.

## Hình ảnh

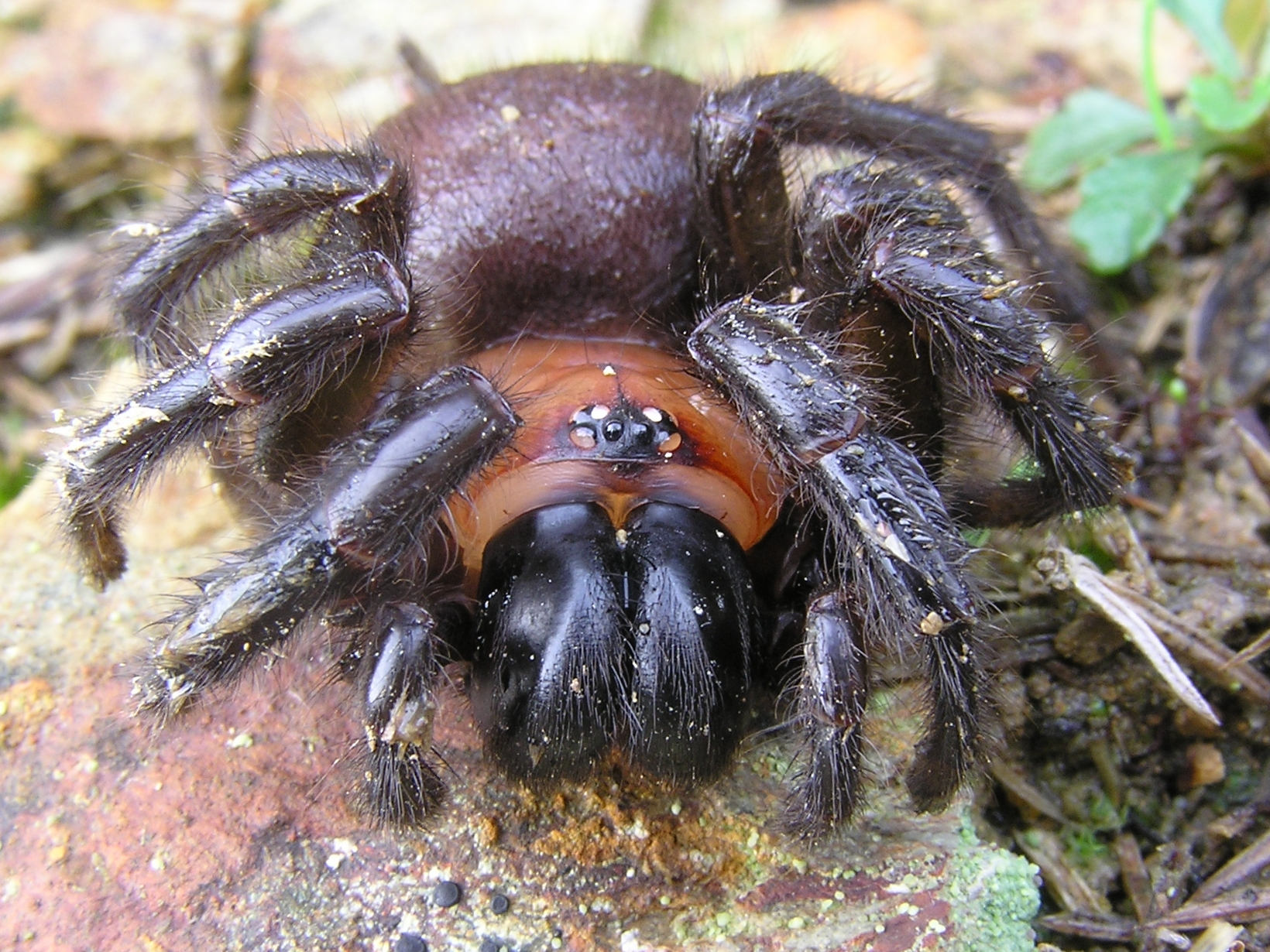